# 馬自達風舞

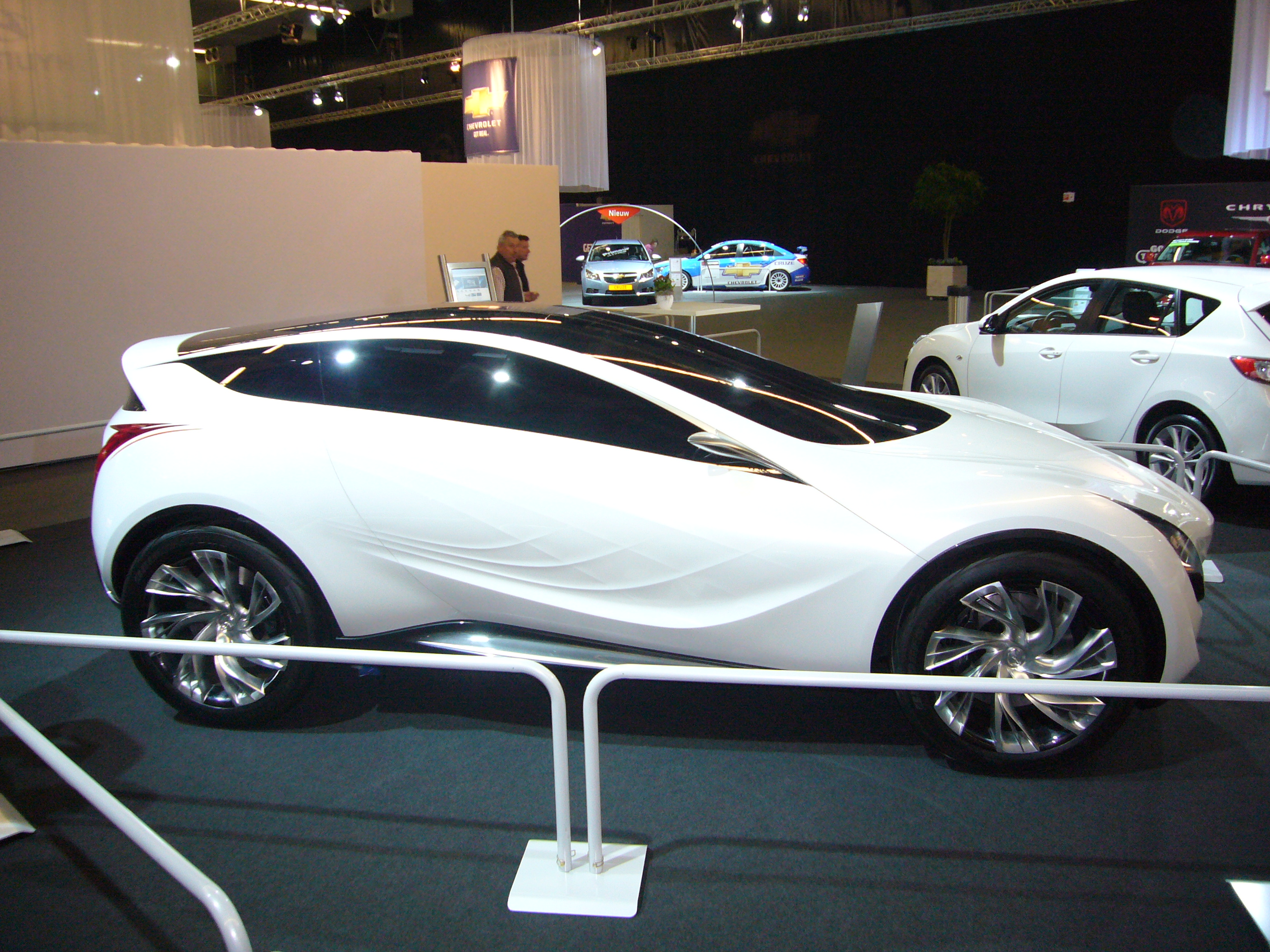

馬自達風舞（日语：マツダ・風舞〔かざまい〕；Mazda Kazamai）是一款由日本馬自達公司開發的概念車。

## 概要
該款車於2008年莫斯科國際車展上正式對外公開，是一款跨界休旅（cross-over）概念車，設計師勞倫斯·范·登·阿克爾（Laurens van den Acker）及其設計團隊承襲了2006年推出之流的設計概念。
為減少空氣阻力，由A柱經車頂至C柱連成一條線，並以較短的車尾與突出的前擋板呈現類似雙門跑車的外觀，搭配22吋鋁圈與265/45R22尺寸的輪胎，造型相當前衛。由於一般跨界休旅車的油耗表現不佳，馬自達以較低的車頂線條、平坦的車身底盤和縮小水箱罩進氣口等方式，企圖減少空氣阻力。另外，車重方面也徹底輕量化，舉凡車身鈑件、引擎蓋等均採樹脂材料，故總重量比市售SUV的平均值少100公斤。此外，諸如滾動穩定控制系統、盲點監視系統、Pre-Crash車身預潰系統、DSC動態穩動控制系統等主動式安全配備也一應俱全。

## 車輛規格
- 全長：4,520mm
- 全寬：1,930mm
- 全高：1,500mm
- 軸距：2,780mm
- 乘坐人數：4人
- 引擎：2.0L直列四缸DISI缸內直噴LF-VD型引擎
- 變速系統：六速自動排檔
- 驅動方式：FF前置引擎、四輪驅動

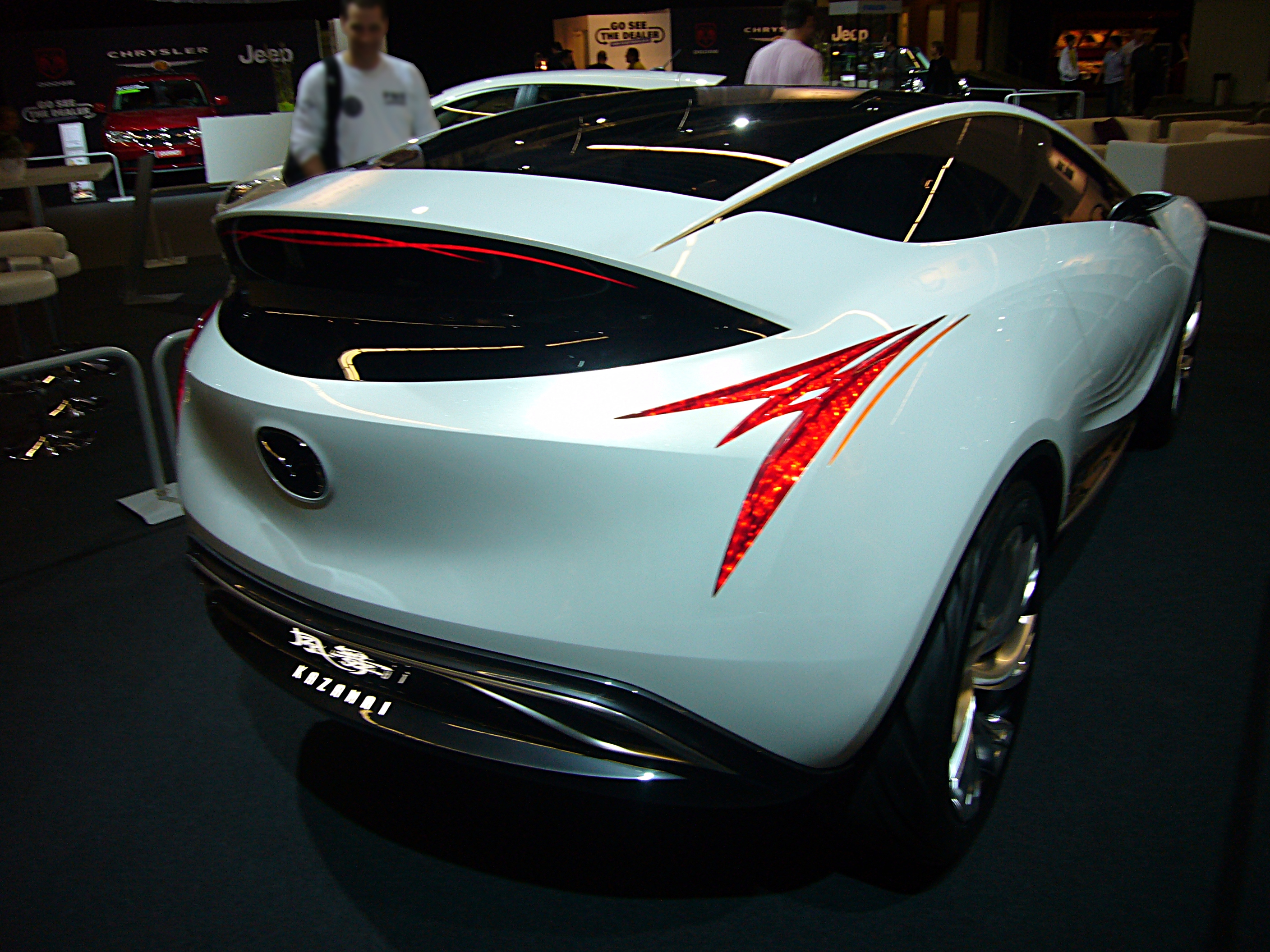
車尾

## 外部連結
- （日語） 馬自達官方網站新聞稿
- MSN汽車：目標油耗提升30%，Mazda Kazamai概念車完整亮相 （页面存档备份，存于）